# 馬爾馬拉埃雷利西

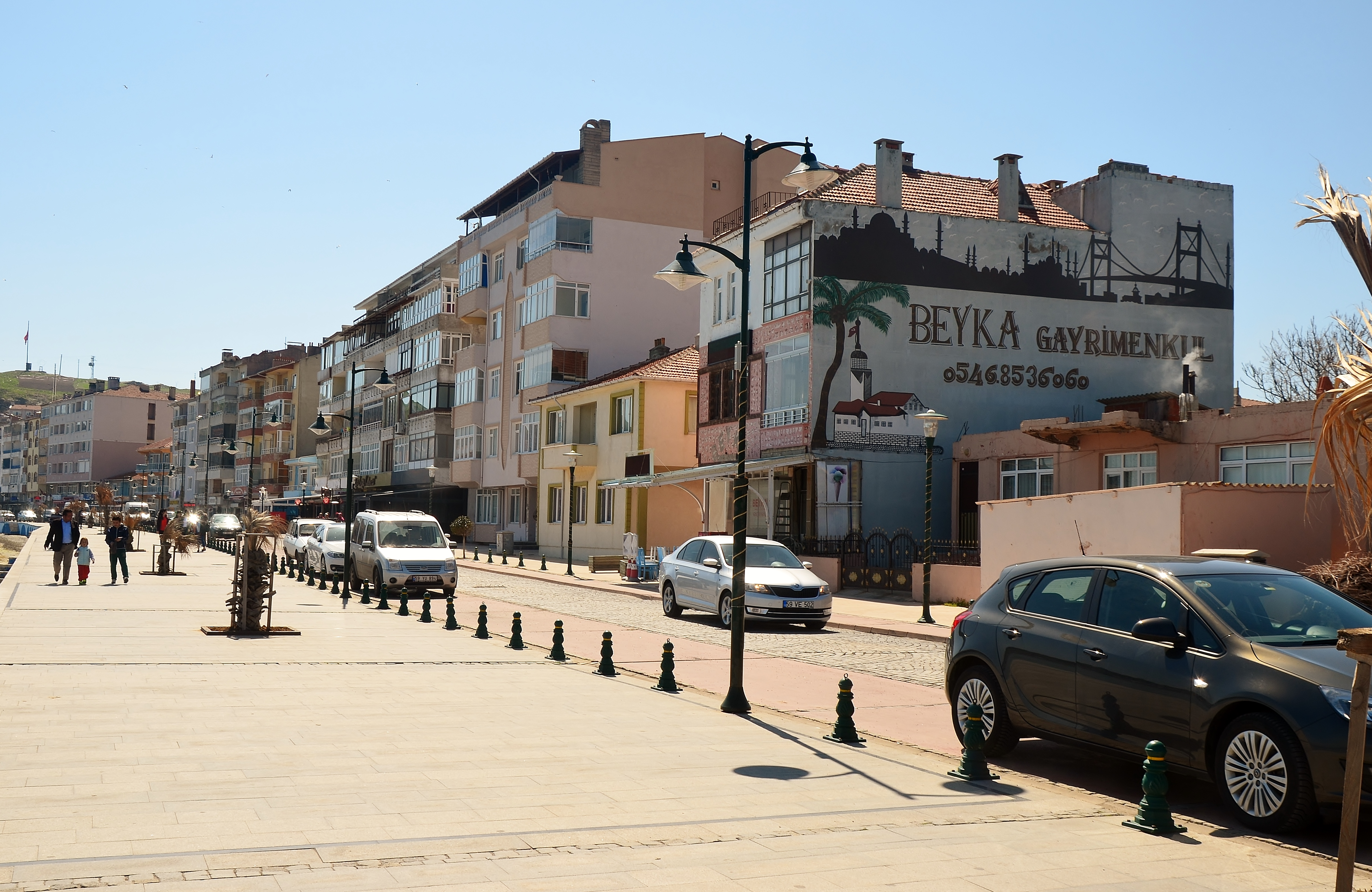
Promenade in Marmara Ereğlisi

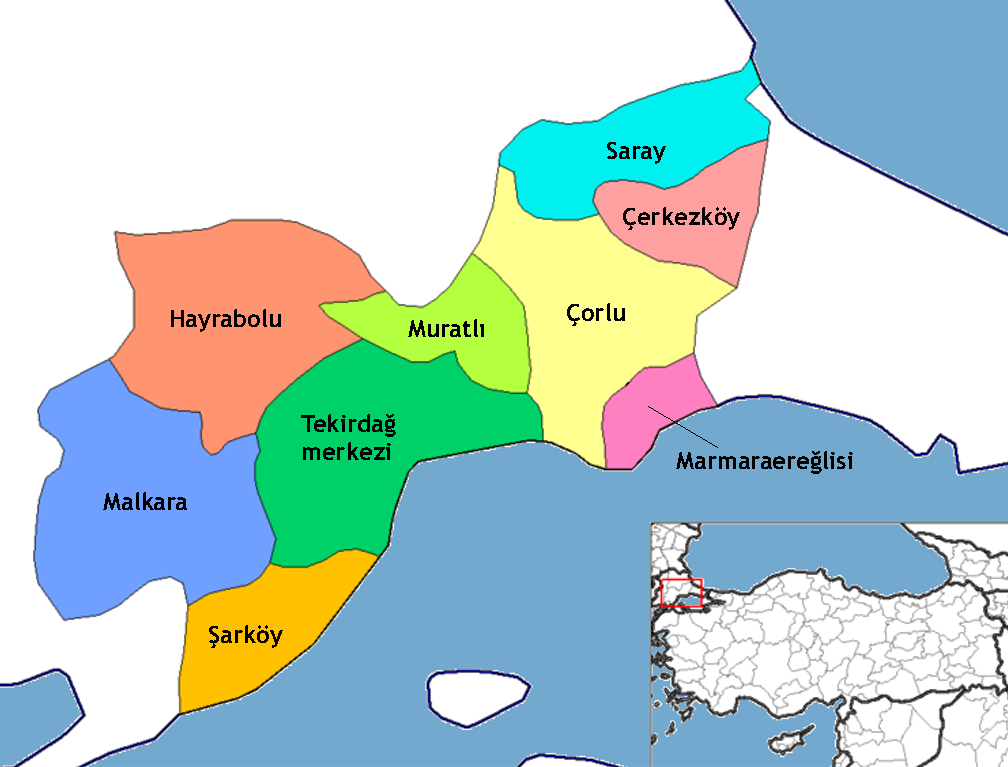

馬爾馬拉埃雷利西（土耳其語：Marmara Ereğlisi）是土耳其的城鎮，位於該國西北部馬摩拉海沿岸，距離泰基爾達30公里，由泰基爾達省負責管轄，面積197平方公里，2008年人口11,803。
古希腊时期称佩林托斯，是萨摩斯的殖民地，建于公元前599年。公元297年，戴克里先将其更名为赫剌克勒亚，这一称呼后来演变成了土耳其语的埃雷利西。